# 堀内捷三
堀内 捷三（ほりうち しょうぞう、1942年11月2日 - ）は、日本の刑法学者。元中央大学教授。法学博士（東京大学、1976年）（学位論文「不作為犯における作為義務について」）。

## 来歴
秋田県出身。1966年中央大学法学部卒業。1972年東京大学大学院法学政治学研究科単位取得退学。指導教官は平野龍一。法政大学法学部教授を経て、中央大学大学院法務研究科教授を務めた。
出世作は『不作為犯論』で、「事実上の引受け説」を主張した。

## 著書・論文
- 『不作為犯論』（青林書院新社、1978年）
- 町野朔, 西田典之と共編『判例によるドイツ刑法(総論)』（良書普及会、1987年）
- 『刑法総論』（有斐閣、2004年4月第2版、2000年3月初版）
- 『刑法各論』（有斐閣、2003年11月）
- 『責任論の課題』（法学セミナー 391号-393号、1987年）